# Ед Вествік
Едвард Грегорі Вествік (англ. Edward Gregory Westwick, нар. 27 червня 1987 року) — англійський актор, музикант і модель, найбільше відомий за роль Чака Басса в американському телесеріалі Пліткарка (англ. Gossip Girl) (2007—2012). Знімався в таких фільмах як 100 футів (2008), Дж. Едгар (2011), Ромео и Джульетта (2013), тощо.

## Ранні роки і кар'єра
Ед Вествік народився і виріс в місті Стівенідж, англійське графство Гартфордшир, в сім'ї освітнього психолога Керол (уроджена Бленкірон) і викладача університету Пітера Вествіка. Едвард є наймолодшим із трьох синів. У шість років він почав вивчати музику і ходив до суботньої ранкової музично-драматичної школи, яку називали Top Hat Stage & Screen School. Ед ходив до Школи Барклі, а потім до Північно-Гартфордширського коледжу. Пізніше навчався в Національному молодіжному театрі в Лондоні. Його рання кар'єра почалася з появи у британських телесеріалах Лікарі в ролі Голдена, Нещасний випадок в ролі Джонні Калліна і Життя після смерті в ролі Даррена. Фільмографія Вествіка включає Вторгнення, Останній нащадок Землі, Син Рембо.

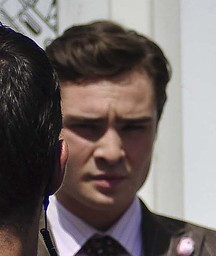
Ед Вествік у 2010 році

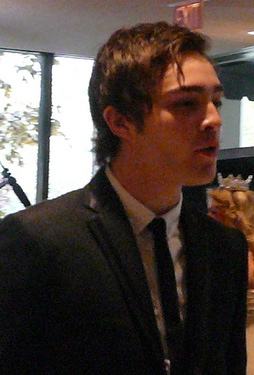
Вествік на вечері Білого Дому для кореспондентів, 2008

У 2007-му році Вествік отримав роль Чака Басса в серіалі Пліткарка. Внаслідок успіху серіалу журнал People назвав Вествіка найсексуальнішим чоловіком 2008 року. Entertainment Weekly поставили Едвардового персонажа Чака Басса на перше місце в списку «Найкраще одягнених телеперсонажів 2008 року» (разом з Блер Уолдорф, роль якої виконувала Лейтон Містер). Вествік сказав: «У Британії не було багато роботи. Я був лише один місяць в Лос-анджелесі і потрапив на цей серіал. Це змінило моє життя.»
У 2008 році Вествік став новим обличчям K-Swiss, що зробило його другим актором з Пліткарки, який рекламує одяг (Лейтон Містер рекламувала Reebok). В цьому ж році знявся у фільмі-жахів 100 футів.
У 2009-му Вествік зіграв роль у фільмі С.Дарко, сиквелі до Донні Дарко, а також з'явився як зірковий гість у третьому сезоні серіалу Секс і Каліфорнія як студент, що захоплювався вампірською літературою. В травні 2009-го йому закріпили роль Хіткліффа в фільмі Грозовий перевал. Проте, в січні 2010 року проект перейшов в руки нового режисера, який замінив акторський склад. У 2010 році Вествік разом із Дівом Пателем та Памелою Андерсон з'явився в короткометражному фільмі братів Мак-Генрі The Commuter, який був знятий смартфоном Nokia N8.
В січні 2011 року Вествік приєднався до зйомок у фільмі Клінта Іствуда Дж. Едгар, біографічному фільмі в головній ролі з Леонардо ДіКапріо про Джона Едгара Гувера, знаменитого першого і довговічного директора ФБР. Того ж року Ед з'явився в романтичній комедії Як вийти заміж за мільярдера, разом з Фелісіті Джонс.
Вествік озвучив аудіо-версію книги Місто занепалих ангелів письменниці Кассандри Клер і також озвучив її другу новелу Зведений принц із серії Пекельних механізмів.
В середині 2011 року Вествік рекламував Penshoppe, місцевий бренд одягу на Філіппінах.
У 2013 році Вествік з'явився на екранах у фільмі Ромео і Джульєтта, в ролі двоюрідного брата Джульєтти Тибальта. В травні 2013-го було повідомлено, що Вествік буде грати роль в фільмі-адаптації роману Ентоні Бурдена Кістка в горлі; зйомки розпочалися восени. В серпні 2013-го Вествік вів переговори щодо зйомок в комедійному фільмі жахів Хапай і біжи. Ед бере участь у зйомках, а фільм вийде в 2015 році.

## Особисте життя
Вествік є фронтменом британської інді-рок-групи The Filthy Youth, до складу якої також входять, Ben Allingham, Jimmy Wright, Tom Bastiani та John Vooght. Групу була створена в 2006 році під натхненням від The Rolling Stones, The Doors і Kings of Leon. Пісні «Come Flash All You Ladies» та «Orange» з'являлися в епізоді Пліткарки.
Ед Вествік захоплюється футболом і є вболівальником лондонського Челсі. Він дружить з футболістом Чарлі Генрі.
Він жив на Мангеттені в районі Челсі в квартирі з іншою зіркою Пліткарки Чейсом Кроуфордом, починаючи від зйомок серіалу в 2007-му до 2009-го, коли Кроуфорд переїхав.
Був одружений з Рені Даймонд, але недовго, шлюб був анульований.

## Цікаві факти
- Ед Вествік — шульга.
- Ед зізнається, що його найгірша звичка — гризти нігті.
- У Еда стільки татуювань, що в останніх сезонах Пліткарки навіть в любовних сценах він був завжди одягнений в халат або розчеплену сорочку, що прикриває руки з великими татуюваннями «перо» і «дівчина в стилі пін-ап», які ніяк не відповідали образу Чака Басса

## Фільмографія
| Рік  | Назва                        | Роль            | Примітки               |
| ---- | ---------------------------- | --------------- | ---------------------- |
| 2006 | Останній нащадок Землі       | Алекс           |                        |
| 2006 | Вторгнення                   | Зоран           |                        |
| 2007 | Син Рембо                    | Лоуренс Картер  |                        |
| 2008 | 100 футів                    | Джо             |                        |
| 2009 | С. Дарко                     | Ренді Джексон   |                        |
| 2010 | The Commuter                 | Хлопець в ліфті | Короткометражний фільм |
| 2011 | Як вийти заміж за мільярдера | Джонні          |                        |
| 2011 | Дж. Едгар                    | Агент Сміт      |                        |
| 2013 | Ромео і Джульєтта            | Тибальт         |                        |
| 2014 | Останній політ               | Чарльз Гілліс   |                        |
| 2014 | Змова на острові Джекіл      | Бен             |                        |
| 2015 | Кістка в горлі               | Вілл Рівз       |                        |
| 2015 | Монстри атакують             | Мілан           |                        |
| 2016 | Billionaire Ransom           | Білі Спек       |                        |
| 2017 | The Crash                    | Бен Коллінз     |                        |
| 2020 | Enemy Lines                  | майор Камінські |                        |
| 2021 | Me, You, Madness             | Тайлер Джонс    |                        |

| Рік       | Назва              | Роль                                 | Примітки                            |
| --------- | ------------------ | ------------------------------------ | ----------------------------------- |
| 2006      | Лікарі             | Голден Едвардс                       | Серія: «Young Mothers Do Have 'Em»  |
| 2006      | Нещасний випадок   | Джонні Каллін                        | Серія: «Family Matters»             |
| 2006      | Життя після смерті | Даррен                               | Серія: «Roadside Bouquets»          |
| 2007–2012 | Пліткарка          | Чак Басс                             | Головна роль; 117 серій             |
| 2009      | Секс і Каліфорнія  | Кріс «Бальт» Сміт                    | Серія: «The Land of Rape and Honey» |
| 2015      | Wicked City        | Кент Грейнджер                       | 8 серій                             |
| 2017      | Сім'янин           | Футболіст / Весільний офіцер (голос) | Серія: «The Finer Strings»          |
| 2017      | Snatch             | Сонні Кастілло                       | 4 серії                             |
| 2017-2019 | White Gold         | Вінсент Свон                         | 12 серій                            |

## Нагороди і номінації
| Рік  | Нагорода              | Категорія                         | Номінована робота | Результат |
| ---- | --------------------- | --------------------------------- | ----------------- | --------- |
| 2008 | Teen Choice Award     | Choice TV Breakout Star Male      | Пліткарка         | Номінація |
| 2008 | Teen Choice Award     | Choice TV Villain                 | Пліткарка         | Перемога  |
| 2009 | Teen Choice Award     | Choice TV Villain                 | Пліткарка         | Перемога  |
| 2009 | Young Hollywood Award | Young Hollywood Breakthrough Male | —                 | Перемога  |
| 2009 | Young Hollywood Award | Breakthrough Performance Male     | Пліткарка         | Перемога  |
| 2010 | Teen Choice Award     | Choice TV Villain                 | Пліткарка         | Номінація |
| 2011 | Teen Choice Award     | Choice TV Villain                 | Пліткарка         | Номінація |
| 2012 | Teen Choice Award     | Choice TV Actor: Drama            | Пліткарка         | Номінація |